# Motorvejskryds
Et motorvejskryds er to motorveje, der møder hinanden i et forbindelsesanlæg. Det kan være en forgrening, hvor to motorveje mødes og fortsætter som en. Det kan også være, hvor to motorveje krydser hinanden, og der er mulighed for at køre fra den ene til den anden.
Det specielle ved motorvejskryds i forhold til andre kryds er, at der ikke må være vigepligt for nogen af trafikanterne. Al trafik fra en motorvej til en anden skal altså foregå via sammenfletning.
Se også Motorvejskryds i Danmark

## Kløverbladsanlæg
Et kløverbladsanlæg giver trafikanterne mulighed for at fortsætte ad de 3 øvrige retninger end den, de er kommet ad. Trafikken, der ønsker at fortsætte 90 grader til venstre, skal i stedet køre 270-grader til højre i et kløverblad. I Danmark har vi to motorvejskryds, der er udformet som kløverbladsanlæg: Motorvejskryds Århus Vest og Motorvejskryds Odense. 
Herudover er der nogle motorvejskryds med to fortsættende motorveje, hvor det kunne være lavet kløverbladsanlæg, men hvor nogle af forbindelserne ikke er etableret:
- Motorvejskryds Brøndby, der forbinder Holbækmotorvejen og Motorring 3. Her er der ikke forbindelse mellem den sydlige del af Motorring 3 og den østlige del af Holbækmotorvejen.
- Motorvejskryds Herning, der forbinder Midtjyske Motorvej og Herningmotorvejen. Her er der ikke forbindelse mellem den nordlige del af Midtjyske Motorvej og den vestlige del af Herningmotorvejen.

Et kløverbladsanlæg kan også benyttes til et Motorvejs T-kryds, hvor den ene motorvej ikke fortsætter, men i forhold til andre løsninger, kræver dette meget plads, 2 broer og samtidig skal en del af trafikken langt ned i fart pga. lille radius. Løsningen benyttes, når motorvejskrydset skal være forberedt til en egentligt kløverbladsanlæg, altså hvor den ene motorvej måske skal forlænges.

## Malteserkryds
Et malteserkryds kræver mindre plads end et kløverbladsanlæg. Til gengæld kræver det en kompleks brokonstruktion i midten, hvor trafikken passerer i fire niveauer, hvis der skal være forbindelse i alle retninger. Dette gør, at malteserkryds typisk er dyrere end kløverbladsanlæg. Da forbindelsesvejene har større radius end i kløverbladsanlæg kræves typisk ikke så stor hastighedsnedsættelse.
Verdens første Malteserkryds i fire niveauer er Bill Keene Memorial Interchange i Los Angeles blev færdibygget i 1949.
Storbritanniens første malteserkryds i fire niveauer er Almondsbury Interchange, som et er motorvejskryds mellem M4 og M5 nord for Bristol. Det blev åbnet i 1966, og der er siden kun bygget yderligere to malteserkryds i fire niveauer i landet.
Malterserkryds benyttes også til Motorvejs T-kryds. Det kræver enten tre broer eller to broer oven på hinanden, så trafikken kommer i tre niveauer. Det er dermed en dyr løsning, men det er løsningen, hvor buerne har størst radius, og dermed er det den løsning, der giver mulighed for højeste hastighed. Løsningen benyttes, når der er meget trafik i alle retninger.

## Trompetkryds
Trompetkryds benyttes kun til motorvejs T-kryds. Løsningen kræver kun en bro, og er dermed en billig løsning. En del af trafikken skal igennem en kurve med lille radius, og kræver derfor lavere hastighed. De findes som venstre- eller højrevendte, afhængig af hvilken del af trafikken, som skal gennem kurven med lille radius. 
I Danmark er Motorvejskryds Herning Syd, der forbinder Midtjyske Motorvej og Messemotorvejen, og Motorvejskryds Avedøre, der fungerer som endepunkt for Amagermotorvejen (E20), Motorring 3 (E47/E55) og Køge Bugt-Motorvejen (alle tre ruter), højrevendte trompetkryds, mens Sønderborgmotorvejens T-kryds til E45 og Frederikssundmotorvejens udløb i Motorring 4 er venstrevendte trompetkryds.

## Pærekryds
Et pærekryds kræver mere plads end et trompetkryds og 2 broer, og benyttes derfor sjældent. I forhold til et trompetkryds er radius i den ene bue større, og trafikken kan køre med højere hastighed.

## Motorvejsforgreninger
Når en motorvej mødes med en anden, og samles i en fortsættende motorvej, er der ikke behov for forbindelse mellem de to motorveje, men der skal være forbindelse for trafikken fra den fortsættende motorveje til de to forgreninger. Fx: Trekantsområdet

## Komplekse forbindelsesanlæg
Langt fra alle forbindelsesanlæg følger ovenstående principper. Især i større byer er der komplekse anlæg, hvor der skabes forbindelse mellem trafik fra flere veje både alm. veje og motorveje.